# Valchov
Valchov är en ort i Tjeckien.   Den ligger i regionen Södra Mähren, i den östra delen av landet, 180 km öster om huvudstaden Prag. Valchov ligger 485 meter över havet och antalet invånare är 457.
Terrängen runt Valchov är platt österut, men västerut är den kuperad. Terrängen runt Valchov sluttar västerut. Runt Valchov är det ganska tätbefolkat, med 78 invånare per kvadratkilometer. Närmaste större samhälle är Boskovice, 4,7 km väster om Valchov. I omgivningarna runt Valchov växer i huvudsak blandskog.